# 愛知県道188号善師野西北野線
愛知県道188号善師野西北野線 （あいちけんどう188ごう ぜんじのにしきたのせん）は、愛知県犬山市内を通る一般県道である。

## 概要

### 路線データ
- 起点：愛知県犬山市大字善師野
- 終点：愛知県犬山市字西北野

## 沿革
- 1959年12月15日：認定

## 別名
- 木曽街道（犬山市）
- 上街道（犬山市）

## 地理

### 通過する自治体
- 愛知県
  - 犬山市

### 交差する道路
- 愛知県道186号御嵩犬山線
- 国道41号（名濃バイパス）
- 愛知県道49号春日井犬山線
- 愛知県道191号長洞犬山線（前原交差点・前原東交差点間） 重複区間
- 愛知県道16号多治見犬山線（長者町団地交差点・朝日交差点） 重複区間
- 愛知県道27号春日井各務原線（木曽街道）

### 沿線
- 犬山市立城東小学校・犬山市立城東中学校
- 犬山長者町簡易郵便局
- 犬山市立東部中学校